# カトリック本所教会
カトリック本所教会（かとりっくほんじょきょうかい）は、東京都墨田区石原にあるカトリック東京大司教区の教会ならびにその聖堂。聖堂名は「日本26聖人殉教者」である。

## 沿革
カトリック浅草教会の助任司祭であったユルバン・ジャン・フォーリーは、1879年（明治12年）10月、浅草・本所地区に増え続ける信徒のために教会堂を建てようと、横川町74番地（現在の本所教会）に広い土地を購入し、その土地にあった日本家屋を浅草教会の巡回教会とした。翌1880年（明治13年）4月11日には、小聖堂が完成し祝別された。1884年（明治17年）～1885年（明治18年）頃から司祭のジュスタン・バレットが専任し、1885年（明治18年）10月10日に管理者が設置され独立したとされる。
1887年（明治20年）1月21日には隣接地（横川町75番地）にフランス語やフランス史を教える公同仏語学校が設立され、バレットが教師として雇われている。
明治後期、欧化主義が終わり、次第に軍国主義化していく日本は、1895年（明治28年）の三国干渉など諸問題で外国人への不満を募らしていた。1905年（明治38年）9月5日、ロシア帝国と締結されたポーツマス条約に、日露戦争時の増税による耐乏生活を強いられてきた民衆の不満が爆発した。本所地区に決起した暴徒は同年9月6日23時頃、本所教会を襲い一帯の信者の住居と共に本所教会は焼き打ちされた。暴動が鎮まった後も敵意は教会に向けられ、当時の東京大司教ピエール・マリー・オズーフは時勢を考え、本所教会の主任司祭を日本人に交代した。
1880年（明治13年）4月に建てられた小聖堂は、1898年（明治31年）6月に建替えられたが、1905年（明治38年）9月の暴徒による放火で焼失する。焼け残った建物を改築し仮聖堂としたが、1919年（大正8年）10月に新聖堂が完成した。だが、1923年（大正12年）9月1日の関東大震災により全壊、信者も150名を越す死者・行方不明者が出た。1924年（大正13年）12月に再建された聖堂も、1945年（昭和20年）3月10日の東京大空襲により焼失、助任司祭の宇賀山五郎も焼死した。その後、1948年（昭和23年）7月にコンセットハウス（かまぼこ型）が建てられ仮聖堂となった。1951年（昭和26年）6月には現在の聖堂が完成した。

## 略歴
- 1879年（明治12年）-10月、横川町74番地（現在の本所教会）に浅草教会の巡回教会を設立。
- 1880年（明治13年）-4月11日、小聖堂が完成。
- 1884年（明治17年）～1885年（明治18年）-ジュスタン・バレットが専任される。
- 1885年（明治18年）-10月10日、管理者が設置され独立。
- 1898年（明治31年）-6月、聖堂が建替えられる。
- 1905年（明治38年）-9月6日、信者の住居及び教会が焼き打ちにあう。
- 1919年（大正8年）-10月、聖堂を再建する。
- 1923年（大正12年）-9月1日、関東大震災により聖堂が全壊、信者の死者・行方不明者150名以上。
- 1924年（大正13年）-12月、聖堂を再建する。
- 1945年（昭和20年）-3月10日、東京大空襲により聖堂を焼失、助任司祭の宇賀山五郎、焼死する。
- 1948年（昭和23年）-7月、仮聖堂（コンセットハウス）を建設する。
- 1951年（昭和26年）-6月、現在の聖堂が完成。

## 交通アクセス
- JR総武線「錦糸町駅」北口より 1番のりば 都営バス 都02系統 大塚駅前行き「石原三丁目停留所」下車 徒歩3分